# Nicipe
Segons la mitologia grega, Nicipe (en grec antic Νικίππη) va ser una filla de Pèlops i d'Hipodamia.
D'acord amb una tradició, es va casar amb Estènel, rei de Micenes. Van tenir diversos fills: Euristeu, Ifis, Alcínoe (o Alcíone), i Medusa.